# Fântâna Cântătoare din Târgu Mureș

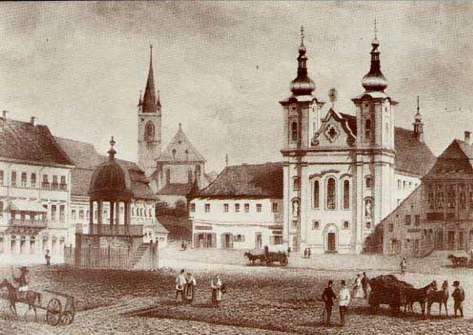
Fântâna Cântătoare pe o gravură

Fântâna Cântătoare sau Fântâna Bodor (în maghiară Zenélő kút sau Bodor-kút) a fost un pavilion cu cupolă construit de meșterul Péter Bodor⁠(hu)[traduceți] pentru fântâna din piața centrală din Târgu Mureș. 

## Istoric
În piața centrală din Târgu Mureș existase în anii 1800 o fântână care se defectă. După uzanțele vremii se organiză o licitație pentru reconstruirea fântânii. Cele mai frumoase proiecte prezentate, semnate de Péter Bodor, câștigară licitația. Între 1820-1822 autorul proiectelor finaliză lucrarea. Mărirea bazinului de apă asigura o rezervă de apă pentru cazuri de incendii. Construi un pavilion mic acoperit de o cupolă în vârf cu o statuie a lui Apollo cu tridentul în mână, care rotindu-se încet indica trecerea timpului. Un mecanism ascuns de asemenea sub cupolă furniza muzică din șase în șase ore. Legenda spune că pe timp frumos muzica se auzea cu claritate la mare distanță. Fântâna era admirată nu doar de localnici, dar și de vizitatori până în 1836, când în urma unui viscol căzu cupola, iar mecanismele ascunse sub ea se defectară iremediabil. Nemaigăsind meșter care s-o repare pentru păstrarea tradiției o perioadă muzicanți angajați de consiliul orășenesc furnizau muzica la fântână, uneori, după care în 1911 construcția deteriorată a fântânii fu demolată. Primarul György Bernády intenționa să construiască un teatru pe locul Fântânii Cântătoare.
Din inițiativa lui Domokos Teleki conducerea Budapestei aprobă amplasarea copiei Fântânii Cântătoare. După planurile lui Andor Páll și Gyula Jankó între anii 1935-1936 fu construită pe Insula Margareta o copie fidelă cu un mecanism care joacă melodii medievale.
În 2007 Consiliul Local din municipiul Târgu Mureș adopta hotărârea de a reamplasa copia Fântânii Cântătoare pe Piața Trandafirilor din centrul orașului, însă nici până astăzi nu a fost reconstruită construcția.
În Castelul Rhédey din Sângeorgiu de Pădure în 2018 a fost amenajată o expoziție permanentă în amintirea lui Péter Bodor care s-a născut în localitate. În cadrul proiectului a fost realizată macheta Fântânii Cântătoare la scara 1 la 15.

## Imagini

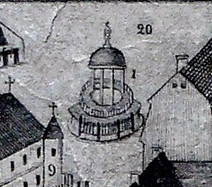
Fântâna Cântătoare pe gravura lui István Mikolai Tóth din 1822
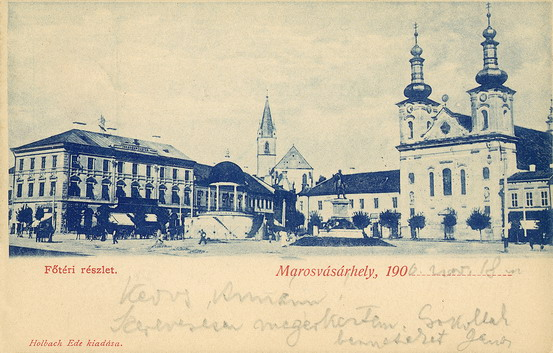
Fântâna pe o carte poștală din 1904